# Маријанополи
Маријанополи (итал. Marianopoli) је насеље у Италији у округу Калтанисета, региону Сицилија.
Према процени из 2011. у насељу је живело 1894 становника. Насеље се налази на надморској висини од 692 м.

## Становништво
Према резултатима пописа становништва 2011. у општини је живело 2.006 становника.
| 1936. | 1951. | 1961. | 1971. | 1981. | 1991. | 2001. | 2011. |
| ----- | ----- | ----- | ----- | ----- | ----- | ----- | ----- |
| 3.791 | 4.721 | 4.623 | 3.361 | 3.013 | 2.675 | 2.362 | 2.006 |